# Rinorea lindeniana
Rinorea lindeniana là một loài thực vật có hoa trong họ Hoa tím. Loài này được (Tul.) Kuntze miêu tả khoa học đầu tiên năm 1891.